# Kuangyan (köpinghuvudort i Kina, Zhejiang Sheng, lat 30,15, long 121,30)
Kuangyan är en köpinghuvudort i Kina. Den ligger i provinsen Zhejiang, i den östra delen av landet, omkring 110 kilometer öster om provinshuvudstaden Hangzhou. Antalet invånare är 30 358. Befolkningen består av 14 912 kvinnor och 15 446 män. Barn under 15 år utgör 11,0 %, vuxna 15-64 år 80 %, och äldre över 65 år 8,0 %.
Runt Kuangyan är det mycket tätbefolkat, med 2 431 invånare per kvadratkilometer. Närmaste större samhälle är Henghe, 6,1 km väster om Kuangyan. Trakten runt Kuangyan består till största delen av jordbruksmark.
Genomsnittlig årsnederbörd är 1 778 millimeter. Den regnigaste månaden är juni, med i genomsnitt 285 mm nederbörd, och den torraste är januari, med 60 mm nederbörd.